# Liga Nacional de Baloncesto de Canadá
La Liga Nacional de Baloncesto de Canadá (en francés Ligue Nationale de Basketball, en inglés, National Basketball League of Canada) fue una liga profesional de baloncesto en Canadá fundada en 2011. Inicialmente ingresaron a la liga 3 equipos que anteriormente participaban en la Premier Basketball League en agosto se confirmó a las otras 4 franquicias para la temporada inaugural 2011-12 con 7 equipos. Si bien la liga está conformada por equipos de Canadá solamente, cada uno de ellos está nutrido en su roster por jugadores provenientes de Estados Unidos. En casi todos los casos, más de la mitad de la plantilla son jugadores estadounidenses que fueron parte de la NBA G League, liga de formación de la NBA, los cuales no tuvieron la oportunidad de ser promovidos a los equipos principales de la liga de baloncesto estadounidense. La otra parte son jugadores canadienses.

## Historia
En mayo de 2011, Saint John Mill Rats, Halifax Rainmen y Quebec Kebs se unieron para formar la Liga Nacional de Baloncesto de Canadá. London Lightning, Moncton Miracles, Oshawa Power y Summerside Storm completaron la lista para la temporada 2011-2012 que consto de 36 juegos. London Lightning ganó la primera serie de campeonato de la NBL al vencer al Halifax Rainmen.

## Equipos
En la temporada 2011 participaron 7 equipos, Para la temporada 2012 se unió a la liga el Windsor Express y Quebec Kebs fue trasladado a Laval pero antes de iniciar la temporada cesó operaciones y en su lugar entró el Montreal Jazz. En 2018 eran 10 los equipos participantes. Para la temporada 2020, la cual fue cancelada debido a los efectos de la pandemia de COVID-19 en Canadá, se inscribieron 8 escuadras al solicitar una pausa de un año los equipos Cape Breton Highlanders y Saint John Riptide.
| División Central   | División Central                            | División Central                      | División Central |
| Equipo             | Ciudad                                      | Arena (Capacidad)                     |                  |
| ------------------ | ------------------------------------------- | ------------------------------------- | ---------------- |
| KW Titans          | Kitchener, Ontario                          | Kitchener Memorial Auditorium (7 312) |                  |
| London Lightning   | London, Ontario                             | Budweiser Gardens (9 100)             |                  |
| Sudbury Five       | Gran Sudbury, Ontario                       | Sudbury Community Arena (4 640)       |                  |
| Windsor Express    | Windsor, Ontario                            | WFCU Centre (6 500)                   |                  |
| División Atlántico |                                             |                                       |                  |
| Equipo             | Ciudad                                      | Arena (Capacidad)                     |                  |
| Halifax Hurricanes | Halifax, Nueva Escocia                      | Scotiabank Centre (11 093)            |                  |
| Island Storm       | Charlottetown, Isla del Príncipe Eduardo    | Eastlink Centre (4 000)               |                  |
| Moncton Magic      | Moncton, Nuevo Brunswick                    | Moncton Coliseum (6 554)              |                  |
| St. John's Edge    | San Juan de Terranova, Terranova y Labrador | Mile One Centre (6 750)               |                  |

### Equipos desaparecidos
- Quebec Kebs fue reubicado en Laval al finalizar la temporada 2011-12 pero antes de iniciar la temporada 2012-13 se retiró.
- Montreal Jazz participó en la temporada 2012-2013 luego de adquirir la licencia de Laval, se retiró al finalizar la temporada.
- Ottawa SkyHawks después de la temporada 2013-14 fue descalificado por poder pagar un préstamo a la liga.
- Halifax Rainmen se declaró en bancarrota en julio de 2015 y una nueva franquicia fue presentada en septiembre (Halifax Hurricanes).
- Mississauga Power se retira para dar su lugar a la franquicia de la NBA D-League Raptors 905.
- Orangeville A's desaparecido en 2017.
- Moncton Miracles franquicia reemplazada en 2017 por los Moncton Magic
- Niagara River Lions se unirá a la Canadian Elite Basketball League en 2019

### Cambios de nombre
- Sumerside Storm se movió a Charlottetown para la temporada 2013-14 (Island Storm).
- Oshawa Power se movió a Mississauga para la temporada 2013-14 (Mississauga Power).
- Brampton A's se movió a Orangeville para la temporada 2015-16 (Orangeville A's).

## Campeones
| Temporada | Campeón                                        | Serie                                          | Subcampeón                                     |
| --------- | ---------------------------------------------- | ---------------------------------------------- | ---------------------------------------------- |
| 2011–12   | London Lightning                               | 3-2                                            | Halifax Rainmen                                |
| 2012–13   | London Lightning                               | 3-1                                            | Summerside Storm                               |
| 2013–14   | Windsor Express                                | 4-3                                            | Island Storm                                   |
| 2014–15   | Windsor Express                                | 4-3                                            | Halifax Rainmen                                |
| 2015–16   | Halifax Hurricanes                             | 4-3                                            | London Lightning                               |
| 2016-17   | London Lightning                               | 4-2                                            | Halifax Hurricanes                             |
| 2017-18   | London Lightning                               | 4-3                                            | Halifax Hurricanes                             |
| 2018-19   | Moncton Magic                                  | 4-0                                            | St. John's Edge                                |
| 2019-20   | Sin ganador debido a la pandemia del COVID-19. | Sin ganador debido a la pandemia del COVID-19. | Sin ganador debido a la pandemia del COVID-19. |
| 2020-21   | Sin ganador debido a la pandemia del COVID-19. | Sin ganador debido a la pandemia del COVID-19. | Sin ganador debido a la pandemia del COVID-19. |
| 2022      | London Lightning                               | 3-1                                            | KW Titans                                      |
| 2023      | London Lightning                               | 3-2                                            | Windsor Express                                |

## Premios
MVP (Temporada Regular):
| Temp.   | Jugador                                        | Posición                                       | Nacionalidad                                   | Equipo                                         |
| ------- | ---------------------------------------------- | ---------------------------------------------- | ---------------------------------------------- | ---------------------------------------------- |
| 2011–12 | Gabe Freeman                                   | Alero                                          | Estados Unidos                                 | London Lightning                               |
| 2012–13 | Devin Sweetney                                 | Base / Alero                                   | Estados Unidos                                 | Moncton Miracles                               |
| 2013–14 | Anthony Anderson                               | Base                                           | Estados Unidos                                 | Saint John Mill Rats                           |
| 2014–15 | Quinnel Brown                                  | Alero                                          | Estados Unidos                                 | Windsor Express                                |
| 2015–16 | Logan Stutz                                    | Alero                                          | Estados Unidos                                 | Niagara River Lions                            |
| 2016–17 | Royce White                                    | Alero                                          | Estados Unidos                                 | London Lightning                               |
| 2017–18 | Carl English                                   | Base                                           | Canadá                                         | St. John's Edge                                |
| 2018–19 | Braylon Rayson                                 | Base                                           | Estados Unidos                                 | Sudbury Five                                   |
| 2019–20 | Billy White                                    | Alero                                          | Estados Unidos                                 | Moncton Magic                                  |
| 2020-21 | Sin ganador debido a la pandemia del COVID-19. | Sin ganador debido a la pandemia del COVID-19. | Sin ganador debido a la pandemia del COVID-19. | Sin ganador debido a la pandemia del COVID-19. |
| 2022    | Joel Kindred                                   | Base                                           | Estados Unidos                                 | KW Titans                                      |
| 2023    | Jeremy Harris                                  | Alero                                          | Estados Unidos                                 | Sudbury Five                                   |